# 1900년 하계 올림픽 테니스
1900년 하계 올림픽 테니스는 프랑스 파리에서 개최된 1900년 하계 올림픽의 경기 종목이다. 4개국에서 26명의 선수가 참가하였으며, 일 드 튀토에서 4개의 세부 종목으로 진행되었다.

## 참가국
4개국에서 26명의 선수가 참가하였다.
| - 미국 (5명) - 보헤미아 (1명) | - 영국 (6명) - 프랑스 (14명) |

## 메달 집계

### 최종 순위
| 순위 | 국가     | 금메달 | 은메달 | 동메달 | 합계 |
| ---- | -------- | ------ | ------ | ------ | ---- |
| 1    | 영국     | 4      | 1      | 3      | 8    |
| 2    | 혼성     | 0      | 2      | 2      | 4    |
| 3    | 프랑스   | 0      | 1      | 1      | 2    |
| 4    | 미국     | 0      | 0      | 1      | 1    |
| 4    | 보헤미아 | 0      | 0      | 1      | 1    |
| 합계 | 합계     | 4      | 4      | 8      | 16   |

### 메달리스트
| 종목             | 금                                           | 은                                                 | 동                                                 |
| ---------------- | -------------------------------------------- | -------------------------------------------------- | -------------------------------------------------- |
| 남자 단식 자세히 | 로렌스 도허티 · 영국                         | 해럴드 머호니 · 영국                               | 레지널드 도허티 · 영국                             |
| 남자 단식 자세히 | 로렌스 도허티 · 영국                         | 해럴드 머호니 · 영국                               | 아서 노리스 · 영국                                 |
| 여자 단식 자세히 | 샬럿 쿠퍼 · 영국                             | 헬렌 프레보스 · 프랑스                             | 마리언 존스 · 미국                                 |
| 여자 단식 자세히 | 샬럿 쿠퍼 · 영국                             | 헬렌 프레보스 · 프랑스                             | 헤드비가 로센바우모바 · 보헤미아                   |
| 남자 복식 자세히 | 영국 (GBR) · 레지널드 도허티 · 로렌스 도허티 | 혼성 (ZZX) · 막스 데퀴지 · 바실 스팰딩 드 가멘디어 | 영국 (GBR) · 해럴드 머호니 · 아서 노리스           |
| 남자 복식 자세히 | 영국 (GBR) · 레지널드 도허티 · 로렌스 도허티 | 혼성 (ZZX) · 막스 데퀴지 · 바실 스팰딩 드 가멘디어 | 프랑스 (FRA) · 앙드레 프레보스 · 조르주 드 라 샤펠 |
| 혼합 복식 자세히 | 영국 (GBR) · 레지널드 도허티 · 샬럿 쿠퍼     | 혼성 (ZZX) · 해럴드 머호니 · 헬렌 프레보스         | 혼성 (ZZX) · 로렌스 도허티 · 마리언 존스           |
| 혼합 복식 자세히 | 영국 (GBR) · 레지널드 도허티 · 샬럿 쿠퍼     | 혼성 (ZZX) · 해럴드 머호니 · 헬렌 프레보스         | 혼성 (ZZX) · 아치볼드 워든 · 헤드비가 로센바우모바 |

## 참고 문헌
- 국제 올림픽 위원회 - 1900년 하계 올림픽 테니스 경기 결과 (영어)
- De Wael, Herman. 《Herman's Full Olympians: "Tennis 1900"》. 2005년 2월 26일에 원본 문서에서 보존된 문서. 2006년 1월 10일에 확인함.
- Mallon, Bill (1998). 《The 1900 Olympic Games, Results for All Competitors in All Events, with Commentary》. Jefferson, North Carolina: McFarland & Company, Inc., Publishers. ISBN 0-7864-0378-0.

| 올림픽 테니스 |                                     |                   |
| 이전 대회     | 1900년 하계 올림픽 테니스 파리 1900 | 다음 대회         |
| 아테네 1896   | 1900년 하계 올림픽 테니스 파리 1900 | 세인트루이스 1904 |